# Andrija Hebrang (ur. 1946)
Andrija Hebrang (ur. 27 stycznia 1946 w Belgradzie) – chorwacki polityk i profesor, minister zdrowia w latach 1990–1992 oraz 1993–1998, minister obrony w 1998, wicepremier oraz minister zdrowia i opieki społecznej w latach 2003–2005. Kandydat w wyborach prezydenckich w 2009.

## Życiorys

### Edukacja i kariera zawodowa
Andrija Hebrang urodził się w 1946 w Belgradzie w ówczesnej SFR Jugosławii (obecnie Serbia). Jego ojciec, Andrija Hebrang, był działaczem Komunistycznej Partii Jugosławii i partyzantem w czasie II wojny światowej. W 1948 został oskarżony o zdradę i aresztowany wraz z żoną Olgą. Ojciec został zabity w nieznanych okolicznościach, a matka skazana na 12 lat pozbawienia wolności. Młody Andrija Hebrang zamieszkał wówczas wraz z ciotką w Zagrzebiu.
W 1971 ukończył studia na Wydziale Medycznym Uniwersytetu w Zagrzebiu. W 1975 ukończył studia podyplomowe w zakresie medycyny doświadczalnej na tej uczelni. W 1976 specjalizował się w radiologii i onkologii. W 1980 doktoryzował się na Uniwersytecie w Zagrzebiu, a następnie został profesorem tego uniwersytetu. W latach 1982–1995 wykładał w Wyższej Szkole Medycznej. W 1995 został doradcą Światowej Organizacji Zdrowia ds. Azji Południowo-Wschodniej. Jest autorem licznych publikacji medycznych, szczególnie z dziedziny onkologii.
Andrija Hebrang jest żonaty z Danijelą Vrhovski-Hebrang, doktorem nauk biochemicznych. Ma troje dzieci, zna język angielski (czynnie) i niemiecki (biernie).

### Działalność polityczna
W 1990, po ogłoszeniu przez Chorwację niepodległości, został członkiem Chorwackiej Wspólnoty Demokratycznej (HDZ). Od 30 maja 1990 do 12 sierpnia 1992 zajmował stanowisko ministra zdrowia w rządach, na czele których stali premierzy Stjepan Mesić, Josip Manolić i Franjo Gregurić. W czasie wojny o niepodległość Chorwacji, od 1994 do 1995, był koordynatorem medycznym sił zbrojnych Republiki Chorwacji. Od 12 października 1993 do 14 maja 1998 ponownie pełnił funkcję ministra zdrowia w gabinetach, którymi kierowali Nikica Valentić oraz Zlatko Mateša. Od 14 maja do 14 października 1998 pełnił funkcję ministra obrony. Od 23 grudnia 2003 do 15 lutego 2005 zajmował stanowisko wicepremiera oraz ministra zdrowia i opieki społecznej w pierwszym rządzie premiera Iva Sanadera.
W wyborach parlamentarnych w 1992, 1995 i 2003 Andrija Hebrang uzyskiwał mandat posła do Zgromadzenia Chorwackiego z ramienia HDZ. W wyborach parlamentarnych w 2007 uzyskał reelekcję po raz kolejny, został też przewodniczącym klubu poselskiego swojego ugrupowania.
Pod koniec lipca 2009 Chorwacka Wspólnota Demokratyczna mianowała Andriję Hebranga swoim kandydatem w wyborach prezydenckich przewidzianych na grudzień 2009. Zajął w nich trzecie miejsce, zdobywając 12,04% głosów poparcia.

## Odznaczenia
- Wielki Order Króla Dymitra Zwonimira (1995)[12]